# Vira (Gambarogno)
Vira is een voormalige gemeente in het Zwitserse kanton Ticino.
De plaats is gelegen op de noordoostelijke oever van het Lago Maggiore aan de voet van de 1738 meter hoge berg Gambarogno. Vira is een van de meest toeristische plaatsen aan dit deel van het meer. De belangrijkste bezienswaardigheden zijn de kerken San Pietro en Santa Maria Maddalena en de oude vissershaven.
Vanuit Vira gaat in zuidelijke richting een weg naar de 1395 meter hoge bergpas Alpe di Neggia die de verbinding vormt met het Valle Veddasca.

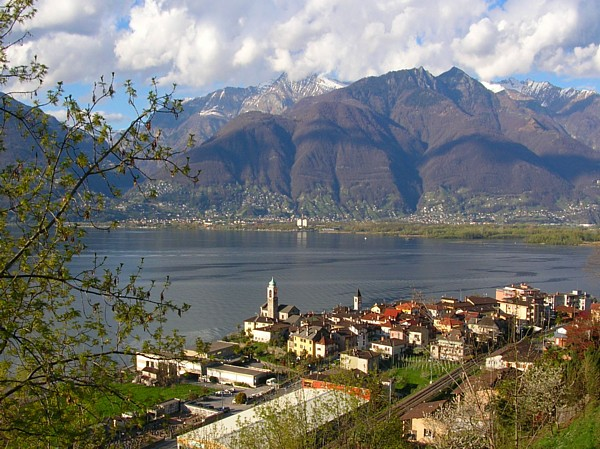
Zicht op Vira en het Lago Maggiore

## Geschiedenis
Op 25 november 2007 werd de fusie van de negen gemeenten aan de zuidoever van het Lago Maggiore door de stemgerechtigden goedgekeurd: Caviano, Contone, Gerra, Indemini, Magadino, Piazzogna, San Nazzaro, Sant'Abbondio en Vira gingen samen tot de nieuwe gemeente Gambarogno.